# Droga krajowa 79
Die Droga krajowa 79 (DK79) verläuft von Warschau nach Bytom, ist ca. 445 km lang und durchzieht vier Woiwodschaften.
Sie verläuft von Warschau südlich bis nach Sandomierz und schwenkt dort nach Westen bis nach Bytom. Sie verbindet Warschau und Krakau nimmt dabei aber einen östlichen Verlauf als die DK7. Im weiteren Verlauf verbindet sie die Region Krakau mit Kattowitz, hat aber durch die Fertigstellung der A4 in diesem Bereich an Bedeutung verloren.
In Kattowitz verläuft die Straße zum Teil auf der Drogowa Trasa Średnicowa.

## Geschichte
1827 war lediglich der kurze Abschnitt zwischen Warschau und Piaseczno bereits als Chaussee ausgebaut. Von dort aus sollte die damals im Bau befindliche Warschau-Lubliner Straße bis zur österreichischen Grenze bei Lemberg weitergeführt werden.
Die Straße von Krakau über Trzebinia nach Chrzanów wurde durch eine Verordnung des Staatspräsidenten vom 11. Oktober 1927 zur Staatsstraße (droga państwowa) erklärt.
1985 wurde das polnische Straßennetz neu geordnet. Die bisherigen Staatsstraßen (droga państwowa) wurden in Landesstraßen (droga krajowa) umbenannt und neu nummeriert. Seit 1986 gab es drei Landesstraßen auf der Strecke der heutigen DK 79:
- DK 723 Warschau – Kozienice – Sandomierz
- DK 777 Sandomierz – Połaniec – Kattowitz
- DK 914 Krakau – Chrzanów – Kattowitz – Beuthen

2003 wurde die Nummerierung des Straßennetzes dahingehend geändert, dass alle Landesstraßen mit zweistelligen Nummern und alle Woiwodschaftsstraßen mit dreistelligen Nummern gekennzeichnet wurden. Damals wurden die drei oben genannten Straßen zur DK 79 zusammengefügt.

## Verlauf

### Woiwodschaft Masowien
- Warschau (Abzweig von der Droga krajowa 7, DK7) Die DK7 wird in Krakau wieder gekreuzt.
- Piaseczno ( Droga wojewódzka 721, DW721 und  DW722)
- Pilawa ( DW873)
- Baniocha ( DW734)
- Góra Kalwaria ( DK50,  DW724,  DW739)
- Potycz ( DW731)
- Magnuszew ( DW736)
- Kozienice ( DK48,  DW737)
- Garbatka ( DW691,  DW782)
- Zwoleń ( DK12)
- Gołębiów ( DW874)
- Lipsko ( DW747)

### Woiwodschaft Heiligkreuz
- Czekarzewice ( DW754)
- Ożarów ( DW755)
- Wyszmontów ( DW74)
- Sandomierz ( DW77,  DW777) Die DK77 und die DK79 Verlaufen in der Stadt auf derselben Trasse. Hier ändert sich auch die Verlaufsrichtung von Nord–Süd nach Ost–West.
- Koprzywnica ( DW758)
- Łoniów ( DK9)
- Osiek ( DW765)
- Połaniec ( DW764)
- Słupia ( DK73)
- Nowy Korczyn ( DW973)

### Woiwodschaft Kleinpolen
- Koszyce ( DW768)
- Nowe Brzesko ( DW775)
- Kraków-Nowa Huta ( DK75,  DW776)
- Kraków ( DK7,  DK94,  DW794) Die DK7 und die DK79 verlaufen bis Rząska auf derselben Trasse.
- Rząska ( DK7,  DW774)
- Trzebinia ( DW791)
- Chrzanów ( A4,  DW781 und  933) In Chrzanów wird die A4 zweimal gekreuzt.

### Woiwodschaft Schlesien
- Mysłowice ( S1,  DW934)
- Kattowitz ( DW86 (S86),  DW902) In Kattowitz verläuft sie zum Teil auf der DTS.
- Bytom ( DW94) Mit der Einmündung in die DK94 endet die DK79.